# شاگوار
شاگوار (به مجاری:  Ságvár) یک منطقهٔ مسکونی در مجارستان است که در ناحیه شیوفوک واقع شده‌است. شاگوار ۳۸٫۴۴ کیلومتر مربع مساحت و ۱٬۷۸۷ نفر جمعیت دارد.